# Манский, Давид Моисеевич
Дави́д Моисе́евич Ма́нский (1904—1974) — советский театральный актёр и режиссёр, художественный руководитель и главный режиссёр нескольких провинциальных драматических театров России, заслуженный деятель искусств РСФСР (1945).

## Биография
Давид Моисеевич Манский родился 7 (20) марта 1904 года в городе Ливны Орловской губернии в семье служащего Московско-Киево-Воронежской железной дороги Моисея Ионовича Манского (1860—после 1937) и его жены Екатерины Григорьевны (1867—1938), уроженцев Лиды (Виленская губерния), поселившихся в Ливнах в 1890 году. Старшая сестра София — впоследствии известный советский учёный, биохимик и геохимик.
Начал учёбу в ливенском реальном училище, в 1915 году поступил в только что открывшуюся Ливенскую мужскую гимназию; в 1916—1920 годах, после переезда семьи в Симферополь, учился в частной гимназии М. А. Волошенко. В 1924 году окончил Крымский театральный техникум (класс С. И. Днепрова и Е. А. Лепковского), в 1920-х годах работал актёром в Симферополе и Севастополе.
В 1931—1933 годах жил в Омске, руководил Омским передвижным крестьянским театром, работал также в Бийске, Барнауле, Анжеро-Судженске.
В 1933 году возглавил Костромской драматический театр им. А. Н. Островского. С августа 1937 года — художественный руководитель старейшего в России Ярославского драматического театра им. Ф. Г. Волкова.
В октябре 1941 года ушёл на фронт добровольцем, старший политрук, начальник дивизионного клуба 234-й стрелковой дивизии 4-й ударной армии Калининского фронта. 22 августа 1942 года, «находясь на передовой линии, выполняя задание политотдела, …был контужен и получил тяжёлое травматическое повреждение».
После госпиталя вернулся в 1943 году в Ярославль, затем работал в Кирове (1943—1944), руководил Челябинским драматическим театром им. С. М. Цвиллинга (1944—1949; «…проявил себя прекрасным организатором, волевым руководителем и чутким человеком. В своей творческой деятельности придерживался мхатовской школы…»), областным драматическим театром в Молотове (Перми; 1949—1952), Воронежским драматическим театром (1952—1953), Тульским областным драматическим театром им. М. Горького (1953—1957), Рязанским драматическим театром (1957—1962).
Умер 1 ноября 1974 года в Москве; похоронен на Донском кладбище.

## Награды
- Орден Отечественной войны II степени (6 ноября 1945)[4].
- Медаль «За оборону Москвы» (3.02.1945)[5].
- Медаль «За победу над Германией в Великой Отечественной войне 1941–1945 гг.» (9.05.1945)
- Медаль «За доблестный труд в Великой Отечественной войне 1941–1945 гг.» (6.06.1945)
- Заслуженный деятель искусств РСФСР (1945).

## Семья
- Жена — Мария Георгиевна Королёва, по сцене Донская (ок. 1895 — 18 января 1986, Москва), театральная актриса.
- Дочь Ирина (21 апреля 1926, Моршанск — 2004, Москва), редактор редакции программ для детей и юношества Центрального телевидения, одна из создателей, в 1954—1986 годах редактор телепередачи «Спокойной ночи, малыши!», замужем за известным режиссёром и театральным педагогом В. П. Остальским.